# إي أم دي كزيلون

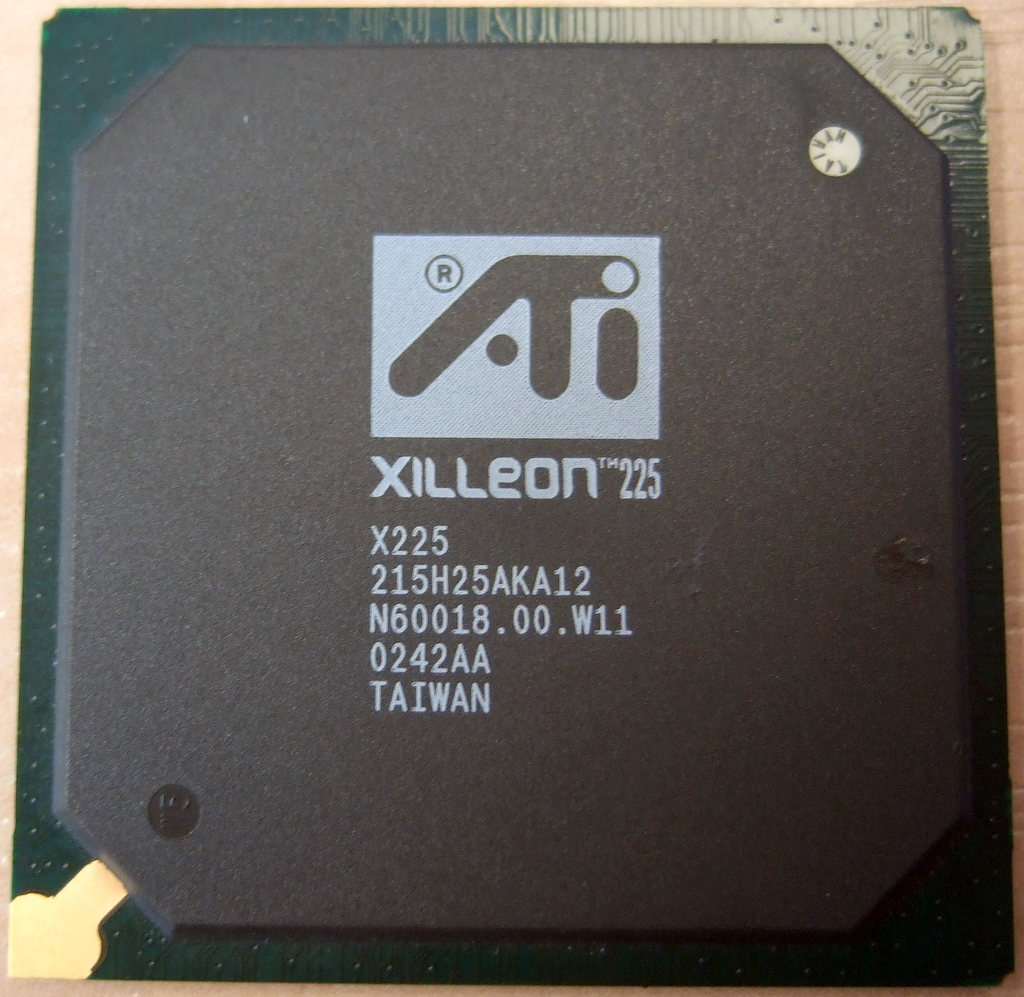
ATI Xilleon X225 chipATI Xilleon X225 chip

إي أم دي كزيلون (بالإنجليزية: AMD Xilleon)‏ كانت تسمى سابقا ATI Xilleon وهي وحدة معالجة الفيديو بنظام على رقاقة بمعالج MIPS بـ 32 بت، مستخدمة في Set-top box وتلفزيونات رقمية، والتي تؤمن فك تشفير أم بي إي جي 2 والعديد من طرق البث الرقمية و التماثلية (مثل بال وإن تي إس سي وسيكام وإي تي أس سي وغيرها).